# (162039) 1996 JG
1996 جاي جي (ويعرف أيضًا باسم (162039) 1996 جاي جي وفق تسمية الكوكب الصغير) (بالإنجليزية: 1996 JG)‏ هو كويكب ضمن حزام الكويكبات؛ وترتيبه 162039 من حيث الاكتشاف.
اكتُشف هذا الجُرم الفلكي بواسطة روبرت إتش ماكنوت في 8 مايو 1996.

## وصلات خارجية
- (162039) 1996 JG في قاعدة بيانات مختبر الدفع النفاث لأجرام النظام الشمسي الصغيرة

- الاكتشاف · مخطط المدار ·  العناصر المدارية · المعلمات المادية

- (162039) 1996 JG على موقع ويكي سكاي: DSS2, SDSS, GALEX, IRAS, Hydrogen α, X-Ray, Astrophoto, Sky Map, Articles and images